# Limburgs Mooiste
Limburgs Mooiste (deutsch „Limburgs Schönste“) ist eine Radtouristikfahrt in der niederländischen Provinz Limburg. Sie ist das Tourenpendant zur Jedermann-Version des Amstel Gold Race. Veranstalter ist der Radclub „Stichting Grand Ballon“ im niederländischen Heerlen.
Wegen der besonderen Topographie im Süden der Niederlande (zahlreiche steile Rampen und Anstiege) zieht diese Veranstaltung Jahr für Jahr nach Pfingsten mehrere Tausend Radsportbegeisterte aus ganz Europa an und ist eine der größten Veranstaltungen dieser Art. Seit 2008 musste die Veranstaltung vom Wochenende nach Pfingsten um eine Woche nach hinten verlegt werden, da die Verantwortlichen die Menschenmassen durch das zu Pfingsten stattfindenden PinkPop-Festival und die nur eine Woche später anreisenden über 10.000 Teilnehmer sonst nicht verkraften. Mit dem Cauberg in Valkenburg gehört einer der legendären Anstiege des Radsports zur Route von „Limburgs Mooiste“, worin ein Grund für die große Popularität zu sehen ist.
Es werden verschiedene Routen und Distanzen für verschiedene Leistungsklassen angeboten, diese reichen von 100 km „leicht“ bis 250 km mit 35 Anstiegen. Neben dem „Wielerklassieker“, der Radrennveranstaltung, die von der NTFU (Niederländische Tourenfahrrad Union) mit der „hors categorie“, der höchsten Schwierigkeitsstufe klassifiziert wird, werden mittlerweile auch ATB („All terrain bike“)-, Familien- und MTB-Touren („Mountain bike“) angeboten.
2008 waren nach Angaben 15.000 Radsportler unterwegs, davon 2.500 Teilnehmer an der Mountainbiketour sowie 270 „Fiets-je-Fit“-Teilnehmer (Familientour).